# Pro Tools
Pro Tools è un sistema di Digital Audio Workstation sviluppato inizialmente da Digidesign e in seguito da Avid Technology. È uno degli strumenti software più usati per l'elaborazione e la produzione digitale di musica e post-produzione di audio legato al video, a livello professionale. Inizialmente progettato per l'utilizzo su MacOS, nel tempo è diventato un prodotto multipiattaforma. Innumerevoli sviluppatori hanno creato negli anni centinaia di plug-in da aggiungere al programma, per processare l'audio nei più svariati modi. Sviluppato a partire dagli anni '90, è stato uno dei primi software audio a larga diffusione a implementare il ricorso a DSP dedicati per superare i limiti di potenza delle piattaforme hardware dell'epoca, offrendo un processamento sonoro complesso in tempo reale e un campionamento multitraccia a sample rate e bitrate superiori a quelli del CD audio.
Pro Tools è stato rilasciato in diverse varianti, è disponibile nelle versioni "Artist", "Studio" e "Ultimate" con funzionalità e costi differenziati (esiste anche una versione "Intro" gratuita, con funzioni ridotte).
La versione Ultimate, in precedenza nota come HD, è la più completa e prevede l'integrazione con convertitori e interfacce hardware dedicate da collegare al computer host via bus PCIe o Thunderbolt: per essere sfruttata appieno, necessita infatti di schede Avid HDX, in cui i segnali audio sono processati da dedicati DSP chips all'interno delle schede stesse (sgravando così la CPU centrale), oppure da schede Avid HD Native, che gestiscono routing e mixing ma impegnano la CPU del computer per processare i segnali. Sono nativamente compatibili con Pro Tools i plug-in in formato AAX (per la versione Studio) e AAX-DSP (versione Ultimate).
Entrambi i sistemi HD Native e HDX permettono un monitoring del segnale senza latenza e il processing a 64 bit floating point. Sono stati introdotti nel 2011, andando a sostituire la precedente generazione Pro Tools | HD (introdotto nel 2002) che per molti anni ha costituito lo standard professionale del settore, con le sue interfacce HD "TDM".
Il sistema HDX è basato su schede PCIe, con processori dedicati con precisione di 64 bit in virgola mobile, collegate a convertitori di I/O esterni in formato rack, tramite una revisione del medesimo standard DigiLink già visto nella precedente generazione HD TDM, garantendo dunque una certa retrocompatibilità.
A causa della stretta integrazione hardware-software, Pro Tools HD / Ultimate è sempre stato visto come un ecosistema piuttosto chiuso rispetto ad altre soluzioni, sebbene produttori di terze parti come Lynx, Apogee, Focusrite, SSL, Prism e altri abbiano rilasciato schede e devices compatibili con lo standard DigiLink usato per interconnettere le periferiche proprietarie Avid: per lo più di tratta di convertitori e preamplificatori di alto livello, rivolti al mercato degli studi professionali.
Con l'introduzione di HDX e HD Native Il numero di tracce gestibili da un sistema è passato da 192 a 768; la potenza di una scheda HDX è paragonabile a 4 o 5 schede HD / TDM, in funzione delle specifiche di confronto.
Negli anni successivi si sono aggiunte nuove famiglie di interfacce hardware proprietarie per Pro Tools: Avid MTRX dal 2016, Avid Carbon nel 2022, implementando da ultimo il recente protocollo di audio networking AVB all'interno dell'ecosistema HD / Ultimate, ed il numero massimo di tracce simultanee gestibili è progressivamente aumentato, sia per la versione Ultimate che per la più economica versione Studio, capace ormai di registrare fino a 64 canali simultanei.
I sistemi Ultimate HDX permettono di utilizzare, al 2023, fino a 2048 tracce audio a 44,1/48 kHz a 32 bit floating point ed un elevato numero di plug-ins molto sofisticati e utilizzare indipendentemente dall'hardware della piattaforma host. Nei sistemi HD Native le performances reali sui plug-ins sono più dipendenti dalla potenza di calcolo dell'host, ma entrambe le soluzioni offrono un motore audio molto accurato, veloce e affidabile, e con una scelta adeguata di RAM e CPU ad alta velocità per il computer host, i risultati sono paragonabili.
Anche se a partire dai primi anni 2000 sono state sviluppate numerose DAW capaci di competere con Pro Tools, soprattutto su utilizzi specifici (alcune delle quali totalmente gratuite) il software Avid resta una delle piattaforme predilette dall'utenza professionale ed è spesso utilizzato nelle fasi di post produzione e montaggio in campo audiovisivo, dagli studi tv a quelli cinematografici, dagli stabilimenti di doppiaggio sino a quelli per lo sviluppo audio dei video-games. Nella versione Ultimate, oltre a incorporare funzioni di mix multicanale immersive (Surround, Dolby Atmos) particolarmente utili per il lavoro in campo cinematografico, il software permette di importare fino a 64 tracce video all'interno di un progetto audio.

## Da Sound Designer alle prime versioni di Pro Tools ad opera di Digidesign (1985-1993)
Le premesse per lo sviluppo di Pro Tools risalgono al 1983, ai tempi dell'uscita della drum machine Drumulator di E-MU. Compagno ideale della tastiera di campionamento Emulator, il Drumulator è un'unità digitale relativamente semplice con memoria basata su EPROM per i suoi campioni a 12 bit non modificabili. Diventa presto un successo nonostante gli utenti fossero limitati ai suoi suoni incorporati.
Poco dopo entrano in campo Evan Brooks e Peter Gotcher, compagni di scuola superiore e laureati dell'Università della California con un interesse comune per la musica, la registrazione, l'ingegneria elettronica e la programmazione informatica: dopo aver consultato E-MU per i dettagli del sistema di memoria del Drumulator, il duo iniziò a creare nuove librerie di suoni e formò una società, Digidrums, per offrire una serie di microchip EPROM di aggiornamento solo un anno dopo il rilascio della drum machine stessa. La gamma di chip di Digidrums era abbastanza semplice da consentire ai possessori di Drumulator di inserirli e rimuoverli a piacimento, offrendo di tutto, dai suoni di batteria elettronica Simmons ai campioni "heavy metal" ispirati a John Bonham.
Tuttavia, Brooks e Gotcher prevedevano che presto gli utenti avrebbero desiderato qualcosa di più di una semplice selezione di suoni preimpostati alternativi. Dopo aver registrato i campioni di Digidrums sul processore di registrazione digitale PCM-F1, basato su videocassetta di Sony, i due cercavano un'opzione meno ingombrante e più flessibile. Identificando il potenziale audio del computer Macintosh appena lanciato sul mercato, iniziarono a creare un software di base per la registrazione e l'editing dell'audio digitale per uso personale.
Lavorando in collaborazione con E-MU, Digidrums cambiato il suo nome in Digidesign e iniziato a lavorare sullo sviluppo di un rivoluzionario sistema di editing di campioni basato su Mac per la tastiera Emulator II. Pubblicato nel 1985 al prezzo di 995 dollari, Sound Designer ha portato le funzionalità di editing visivo di strumenti esotici come Synclavier e Fairlight a un mercato molto più ampio. Sebbene in questa fase il campionamento fosse fuori dalla portata della gran parte dei consumatori e dei musicisti dilettanti, Digidesign ha sviluppato nuove versioni del software per ogni nuovo campionatore che arrivava sul mercato, rilasciando infine un'applicazione universale, che poteva essere utilizzata con tutto l'hardware più popolare del settore. come Akai, Roland e E-MU.
Sound Tools, pubblicato nel 1989, è stato il primo tentativo di Digidesign di una soluzione di registrazione hardware diretta su disco basata su computer con un front-end software.
Essenzialmente, Brooks e Gotcher volevano progettare una soluzione di registrazione digitale basata su ciò che avevano imparato da Sound Designer, ma hanno compreso che le capacità di conversione AD/DA a 8 bit del Mac non erano all'altezza. Collegando un'interfaccia separata a 16 bit al Mac, divenne evidente che qualsiasi elaborazione seria del segnale avrebbe spinto il processore del computer al suo limite assoluto. Anche per modifiche molto elementari si doveva attendere che il computer elaborasse il segnale.
La soluzione arrivò nel 1987 con il lancio del Macintosh II, completo di sei slot di espansione NuBus. Brooks ha costruito una scheda di espansione dotata di un convertitore DA a 16 bit e di un prototipo di chip Motorola DSP, consentendo a Sound Designer di utilizzare il chip DSP anziché la CPU del computer per l'editing audio.
Dopo aver presentato il prototipo alla fiera NAMM, Digidesign ha iniziato a sviluppare un sistema completo di ingresso, uscita ed elaborazione audio, producendo infine la scheda Sound Accelerator a 16 bit, l'interfaccia digitale DAT-I/O e l'interfaccia analogica AD In.
Le funzionalità audio stereo del sistema Sound Tools erano rivoluzionarie, ma il passaggio alla registrazione multitraccia con il rilascio del sistema Pro Tools è stata una progressione logica per Digidesign. 
Il motore principale e gran parte dell'interfaccia utente di quella che sarebbe diventata la prima versione di Pro Tools erano basati su Deck. Il software, pubblicato nel 1990, è stato il primo registratore digitale multitraccia basato su un personal computer. È stato sviluppato da OSC, una piccola azienda di San Francisco fondata lo stesso anno, in collaborazione con Digidesign e funzionava sull'hardware di Digidesign.
Deck poteva eseguire quattro tracce audio con automazione; Il sequenziamento MIDI era possibile durante la riproduzione e la registrazione e una combinazione di effetti poteva essere assegnata a ciascuna traccia audio (equalizzatore parametrico a 2 bande, EQ a 1 banda con ritardo, EQ a 1 banda con chorus, ritardo con chorus).
Il primo sistema Pro Tools è stato infine lanciato il 5 giugno 1991. Era basato su una versione adattata di Deck (ProDeck) insieme al nuovo software di editing di Digidesign, ProEdit, creato da Mark Jeffery, e su tutto il lavoro pregresso svolto da Evan Brooks e Peter Gotcher.
Tuttavia, il team Digidesign comprese ben presto che legarsi a terzi per lo sviluppo di parte del software Pro Tools era un errore. La versione 2, rilasciata all'inizio del 1993, riportò il software internamente e introdusse l'ormai familiare ambiente di lavoro Pro Tools. 
Pro Tools 2 ha inoltre introdotto la tecnologia TDM (Time Division Multiplexing), un sistema che consentiva il routing complesso di più segnali audio digitali tra schede DSP rendendo la piattaforma capace di eseguire simultaneamente più plug-in TDM basati su DSP in tempo reale. Un approccio di integrazione hardware-software che si rivelò vincente e fu progressivamente implementato, permettendo di superare i limiti di calcolo dei computer dell'epoca e garantendo una ottima stabilità, al punto da portare in pochi anni Pro Tools nella maggioranza degli studi professionali di tutto il mondo. 

## Versioni recenti (2003-2023)
Per lungo tempo le versioni di Pro Tools si sono avvicendate con una classica numerazione progressiva, a partire dalla prima del 1991. Dal 2018 il software, che dal 2010 è stato preso in carico e sviluppato interamente a marchio Avid, ha cambiato sistema di numerazione, passando a un sistema basato sull'anno e mese di rilascio - a settembre 2023 la versione più recente è la 2023.6
L'ultima versione con la vecchia numerazione è stata la 12, introdotta nel 2015 e aggiornata fino alla 12.8.3 del 2017.
La versione 12 dal 2015 al 2017 ha progressivamente introdotto o migliorato molte funzionalità, con innovazioni che sono alla base delle versioni successive: VCA, Collaborazione cloud, numero massimo di tracce aumentato, modalità Solo AFL/PFL, monitoraggio ingresso traccia, funzione copia su mandate, HEAT (software HD), funzione Commit, preimpostazioni di dissolvenza, miglioramenti della configurazione I/O, dissolvenze batch, sovrapposizione grafica delle clip, supporto per tracce Ambisonics VR, miglioramenti Dolby Atmos, nuove funzionalità di editing e registrazione MIDI, scorrimento fino alla traccia per nome, ridenominazione in batch di tracce e clip, integrazione Atmos e ottimizzazione NEXIS (solo HD), Collaborazione cloud (prima Pro Tools), Supporto MTRX, cronologia delle revisioni del progetto, introduzione Clip Effects modifica a livelli e miglioramenti all sistema di playlist, Supporto S6 e Dock, Collaborazione cloud,
La versione 11 (2013) è la prima versione interamente a 64-bit, introduce Offline Bounce, Low Latency Input Buffer, Avid Audio Engine e altri miglioramenti minori.
La versione 10 (2011) ha introdotto nuove funzioni dedicate al montaggio della presa diretta, con la possibilità di filtrare l'elenco delle clip audio per il montaggio in funzione del microfono o del canale di registrazione in produzione. Sempre per il mix cinematografico è ora possibile sfruttare il protocollo Multi-Mode e Video Satellite anche su sistemi ICON D-Command e fino a dodici sistemi Pro Tools contemporaneamente. Il protocollo Video Satellite permette di utilizzare fino a dodici sistemi Pro Tools contemporaneamente, come si trattasse di un solo computer (con una gestione unica delle funzioni di trasporto, solo o mute), il Multi Mode permette di pilotare tutti i sistemi da un'unica superficie di controllo. Con Pro Tools 10 è stato reso disponibile il nuovo formato di plug-in AAX (AAX Native, basato sul processore del computer, e AAX DSP, basato sui processori delle schede HDX). Con la versione 10 non è necessariamente richiesto l'uso di interfacce audio AVID o M-Audio.
La versione 9 vede l'abbandono del marchio Digidesign, definitivamente integrato nel brand Avid. Non prevede più l'obbligo di interfaccia audio proprietaria connessa al sistema, avendo aperto il software a qualsiasi interfaccia compatibile con i driver ASIO e Core Audio.
La versione 8 ha introdotto oltre 140 novità rispetto alla precedente, lo ha reso lo standard mondiale nella creazione musicale, grazie alla nuova integrazione con Sibelius, software di notazione musicale, e ai nuovi virtual instruments prodotti da A.I.R. appositamente per AVID Pro Tools. Standard anche per quanto riguarda la produzione audio in post produzione per il cinema e il cinematic (game-audio), grazie alle novità introdotte sulla compatibilità video con i sistemi AVID Media Composer e sull'automazione avanzata.
A partire dalla versione 7.xx, Pro Tools offre la possibilità di importare direttamente nella time line file di tipo Quicktime Movie e Avid Media Files, con futuro supporto di file HD video (formato Avid), cosicché permette di montare l'audio con le immagini in maniera più intuitiva.
Dalla versione 6, inoltre, Pro Tools è ampiamente usato anche per la produzione musicale, visto che ha moltissime funzioni MIDI, supporta il protocollo Rewire (permettendo di incorporare Reason, Live, Melodyne etc), e ha una vastissima gamma di plug-ins synthesizers. Inoltre riesce a importare song composte con Garage Band dalla versione 4.0.0 e ha la piena compatibilità con i suoi RTAS.